# Konvertering til islam
Konvertering til islam er nødvendig for at blive muslim, og altså tro på islam. En nykonverteret muslim kaldes en Muallaf. En person ses som konverteret, så snart han eller hun har sagt shahadaen i vidners påhør og været oprigtig.

## Fodnoter
1. ↑  Converts to Islam
2. ↑  "How to Become a Muslim – Meeting Place for Reverts/Converts To Islam". Arkiveret fra originalen 8. juli 2011. Hentet 7. august 2010.

| Islam | Spire Denne islamartikel er en spire som bør udbygges. Du er velkommen til at hjælpe Wikipedia ved at udvide den. |